# Jouni Kaipainen
Jouni Ilari Kaipainen (Helsinki, 24 november 1956 – Tampere, 23 november 2015) was een Fins componist.

## Biografie
Hij groeide op in het gezin van Osmo Kaipainen, arts en even Minister van Volksgezondheid, en Anu Kaipainen, schrijfster.
Kaipainen heeft zijn muzikale opleiding gevolgd bij Aulis Sallinen (van 1973 tot 1976); daarna kreeg hij les van Paavo Heininen (tot 1980); beide aan de Sibelius Academie in Helsinki.
Wat opvalt aan zijn twee leraren is dat het uitersten zijn binnen de traditie van de Finse klassieke muziek; Sallinen is min of meer een volgeling van Jean Sibelius (traditionele klassieke muziek); Heininen is een volgeling van de twaalftoonstechniek. Kaipainen probeerde beide stromingen te verwerken in zijn muziek en daarin een balans te vinden.    
Wat opvallend is aan zijn composities is de typische klassieke naamgeving; symfonie, concerto’s, etc.
Jouni Kaipainen overleed in 2015, een dag voor zijn verjaardag, op 58-jarige leeftijd na een langdurige ziekte. In de pen zat toen zijn (dus onvoltooide) Symfonie nr. 5, bestemd voor het Radiosymfonieorkest van Finland met zijn dirigent Hannu Lintu.

## Composities
- Aubade Beninoise
- The ghost of Buster
- Symfonie nr. 1
- Symfonie nr. 2
- Symfonie nr. 3
- Symfonie nr. 4